# Rudolf Witzig
Rudolf Witzig (Röhlingshausen [ma Herne része], 1916. augusztus 14. – Oberschleißheim, 2001. október 3.) második világháborús német ejtőernyős tiszt, a belga Eben-Emael erőd 1940. május 10-i bevételében meghatározó szerepet töltött be.

## Wehrmacht és második világháború
Witzig 1935. április 1-jén tisztjelöltként lépett be a 16. sz. utászzászlóaljba, ahol hadnaggyá léptették elő. Szakaszparancsnokként 1938 augusztusában vette át a Luftwaffe egyik ejtőernyős gyalogsági zászlóaljának utászszakaszát, amivel a második világháború elején részt vett a lengyel hadjáratban. Már főhadnagyként utászszakaszát a „Koch rohamosztaghoz” osztották be. A belga Eben-Emael erőd bevételének előkészítéséhez Csehszlovákiába utazott, ahol megtekintette a „csehszlovák falat”, valamint a belövési és bombázási teszteket, amiket a Wehrmacht ott végzett, hogy a Maginot-vonal bevételét kitanulhassa.
Witzig ejtőernyős utászokból álló szakasza („Gránit harccsoport”) 1940. május 10-én a reggeli szürkületben indult el Köln-Ostheim repülőteréről tizenegy DFS 230-as teherszállító vitorlázógépen, melyek mindegyikét egy-egy Junkers Ju 52/3m repülő húzta. Witzig vitorlázógépének vontatókötele útközben elszakadt, ezért még Németországban földet ért, és ugyan sikerült egy másik vontatógéppel a levegőbe emelkednie, de csak akkor ért a helyszínre, amikor a tényleges harc már befejeződött.
A vitorlázógépek közül végül kilenc landolt Eben-Emael erődjének tetején, majd a nagyjából 750 főnyi belga katonával rendelkező erőd másnap 11:30-ra megadta magát. Witzig oroszlánrészt vállalt ennek a nehéz, a nyugati hadjárat sikerességének szempontjából fontos vállalkozásnak a megtervezésében és előkészítésében. Az, hogy a hadműveletet a szakaszvezető korai kiesése ellenére sikeresen végrehajtották, ékes példája a német hadvezetés fölényének. A sikert követően a Vaskereszt Lovagkeresztjével tüntették ki, és századossá léptették elő.
Az 1941. május 20-án kezdődött krétai csatában (Merkúr hadművelet) a Malemenél történt kiugrás után súlyosan megsérült, és repülővel egy athéni Luftwaffe tábori kórházba szállították. Felépülése után zászlóaljparancsnokként szolgált a tunéziai harcokban és a keleti fronton. Az itteni, ellenséggel szemben mutatott bátorságáért 1944. november 25-én Lovagkeresztjéhez megkapta a tölgyfalombokat is. Korábban, 1943. október 17-én már kitüntették a Német Aranykereszttel. A háború végét a nyugati fronton, a 18. ejtőernyős ezred parancsnokaként, őrnagyi rangban élte meg.

## Bundeswehr és élete az NSZK-ban
Witzig 1956. január 16-án lépett be az újonnan felállított Bundeswehrbe, ahol többek között a 7. utászzászlóalj parancsnokaként szolgált Holzmindenben. 1974. szeptember 30-án ezredesként vonult nyugállományba. Hosszú éveken keresztül volt a Bund Deutscher Fallschirmjäger (BDF – Német Ejtőernyősök Szövetsége) elnöke, majd később tiszteletbeli tagja.

## Fordítás
- Ez a szócikk részben vagy egészben  a   Rudolf Witzig című német Wikipédia-szócikk fordításán alapul.  Az eredeti cikk szerkesztőit annak laptörténete sorolja fel. Ez a jelzés csupán a megfogalmazás eredetét és a szerzői jogokat jelzi, nem szolgál a cikkben szereplő információk forrásmegjelöléseként.